# Rally di Cina

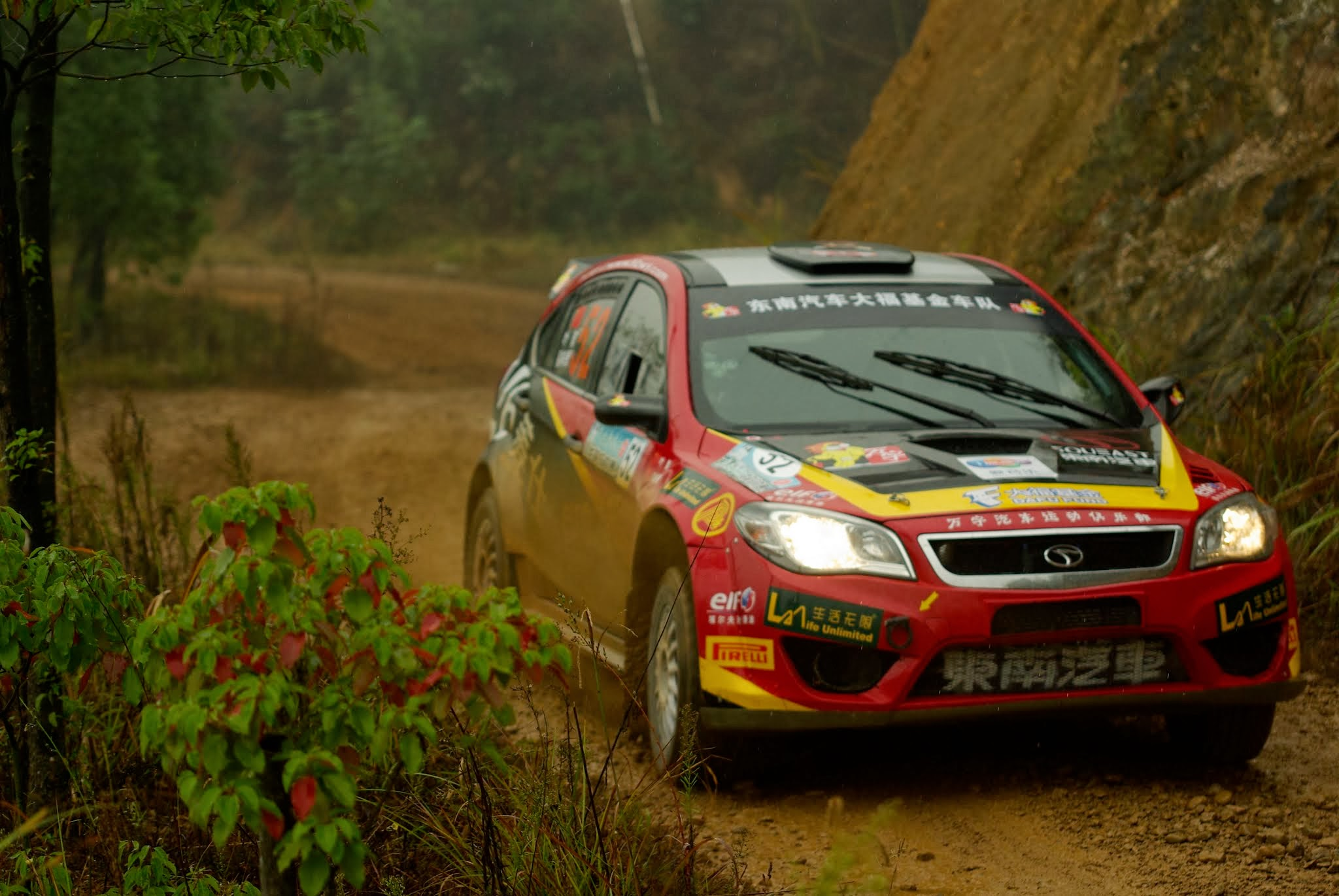

Il Rally di Cina è una manifestazione automobilistica che ha fatto parte del mondiale rally nel 1999 e nel 2016, dal 2000 al 2015 è stato inserito nel campionato continentale asiatico l'Asia pacific rally championship conosciuto semplicemente come APRC.

## Edizioni
| Anno | Denominazione              | Vincitori                   | Auto                          | Validità                |
| ---- | -------------------------- | --------------------------- | ----------------------------- | ----------------------- |
| 1997 | 1° China Rally             | Colin McRae                 | Subaru Impreza WRC            | [ 2 ]                   |
| 1998 | 2° China Rally             | Yoshio Fujimoto             | Toyota Celica GT-Four         | [ 2 ]                   |
| 1999 | 3° China Rally             | Didier Auriol               | Toyota Corolla WRC            | Mondiale                |
| 2000 | 4° 555 China Rally         | Peter Bourne                | Subaru Impreza WRX            | APRC                    |
| 2001 | 5° Rally of China Shaoguan | Nico Caldarola              | Mitsubishi Lancer Evo 6       | APRC                    |
| 2002 | 6° Rally of China Shaoguan | Karamjit Singh              | Proton Pert                   | APRC                    |
| 2004 | 7° TCL China Rally Huizhou | Katsuhiko Taguchi           | Mitsubishi Lancer Evo 8       | APRC                    |
| 2005 | 8° China Rally Shaoguan    | Jussi Välimäki              | Mitsubishi Lancer Evo 8       | APRC                    |
| 2006 | 9° China Rally Shaoguan    | Cody Crocker                | Subaru Impreza WRX STi        | APRC                    |
| 2007 | 10° China Rally Shaoguan   | Cody Crocker                | Subaru Impreza WRX STi        | APRC                    |
| 2008 | 11° China Rally Shaoguan   | Cody Crocker                | Subaru Impreza WRX STi        | APRC                    |
| 2009 | 12° China Rally            | Cody Crocker                | Subaru Impreza WRX STi        | APRC                    |
| 2010 | 13° China Rally            | Yuya Sumiyama               | Mitsubishi Lancer Evolution X | APRC                    |
| 2011 | 14° China Rally            | Alister McRae               | Proton Satria Neo S2000       | APRC                    |
| 2012 | 15° China Rally            | Alister McRae               | Proton Satria Neo S2000       | APRC                    |
| 2013 | 16° China Rally            | Esapekka Lappi              | Škoda Fabia S2000             | APRC                    |
| 2014 | 17° China Rally            | Chris Atkinson              | Volkswagen Golf SCRC          | APRC                    |
| 2015 | 18° China Rally            | Pontus Tidemand             | Škoda Fabia R5                | APRC                    |
| 2016 | 19° Rally China Longyou    | L'evento è stato cancellato | L'evento è stato cancellato   | Campionato cinese rally |
| 2018 | 20° Rally China Longyou    | Karl Kruuda                 | Volkswagen Golf SCRC          | APRC                    |
| 2019 | 21° China Rally Longyou    | De-wei Lin                  | Subaru XV                     | APRC                    |
| 2020 | 22° China Rally Longyou    | L'evento è stato cancellato | L'evento è stato cancellato   | APRC Asia Cup           |
| 2021 | Rally Longyou 2021         | L'evento è stato cancellato | L'evento è stato cancellato   | APRC Asia Cup           |
| 2022 | Rally Longyou 2022         | L'evento è stato cancellato | L'evento è stato cancellato   | APRC Asia Cup           |
| 2023 | 23° China Rally Longyou    | De-wei Lin                  | Ford Fiesta Proto             | APRC Asia Cup           |
| 2024 | 24° China Rally Longyou    | De-wei Lin                  | Hyundai i20 R5                | APRC Asia Cup           |